# Hôtel de Salm

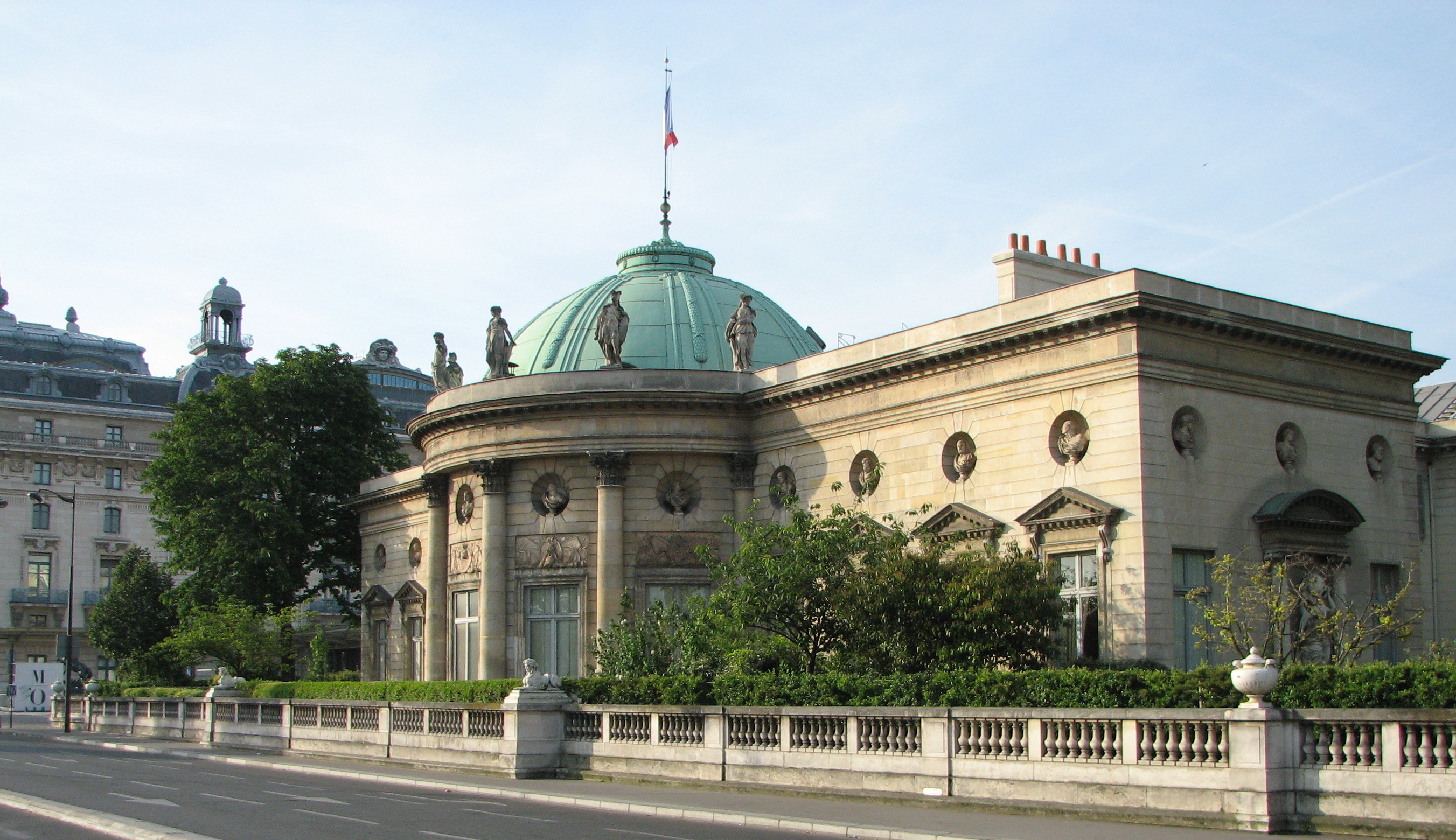
Palais de la Légion d'honneur

Hôtel de Salm (česky Salmův palác), též nazývaný Palais de la Légion d'honneur (Palác Čestné legie) je palác v Paříži, ve kterém sídlí Řád čestné legie a muzeum Čestné legie (Musée de la Légion d'honneur). Nachází se v 7. obvodu v těsném sousedství Musée d'Orsay. Od roku 1985 je budova chráněná jako historická památka.

## Historie
V letech 1782 a 1783 postupně koupil německý šlechtic a plukovník Fridrich III. kníže von Salm-Kyrburg (1746-1794) pozemky na břehu Seiny, aby zde nechal postavit palác. Realizací byl pověřen architekt Pierre Rousseau. Výstavba začala v říjnu 1782. Finanční těžkosti Fridricha III. však vedly ke zdržení stavby, takže se kníže mohl nastěhovat až v roce 1788. Nicméně drobné řemeslné práce pokračovaly až do roku 1792.
Avšak 2. dubna 1794 byl Fridrich III. zatčen a odsouzen k smrti jako německý agent. Jeho majetek byl znárodněn. V následujícím roce byl Fridrich III. rehabilitován a palác byl vrácen dědicům a věřitelům.
V roce 1802 založil Napoleon Bonaparte Řád čestné legie a přírodovědec Bernard Germain de Lacépède (1756-1825), který byl roku 1803 jmenován hlavním kancléřem řádu, měl nalézt vhodné místo pro jeho sídlo. Dne 13. května 1804 byl hôtel de Salm zakoupen pro potřeby řádu, který v paláci sídlí dodnes.
V letech 1922-1925 bylo postaveno nové křídlo paláce, ve kterém je umístěno Musée de la Légion d'honneur.